# 마철
마철(馬鐵, 179년? ~ 212년)은 중국 후한 말기 서량 지역의 세력가인 마등(馬騰)의 삼남이며 마초(馬超)와 마휴(馬休)의 동생이다.

## 행적
건안 13년(208년), 마등이 위위가 되어 업(鄴)으로 가면서 기도위에 임명되었다. 형 마초가 건안 16년(211년)에 조조(曹操)에게 반기를 들었다가 패배하여, 건안 17년(212년) 5월에 그 삼족이 멸해졌다.

## 《삼국지연의》에서의 마철
《삼국지연의》에서는 211년에 마등, 마휴와 함께 황도에 입성, 조조를 암살할 계획을 세웠으나 그 계책을 간파한 조조군의 군사와 전투하는 도중 전사한다.

## 마철의 친족관계

### 관련 인물
마대　마등　마승　마운록　마원　마초　마휴